# Jörgen Mårtensson
Jörgen Mårtensson, född 4 december 1959, är en svensk före detta orienterare samt friidrottare. Hans orienteringshöjdpunkter i karriären var VM-guld på klassisk distans 1991 och 1995. Han var dessutom bäste svensk på Stockholm Marathon 1993. Mårtensson var medlem i Sveriges landslag under totalt 22 säsongers tid.

## Biografi
Mårtensson tävlade under sin aktiva karriär för Malmby IF, Almby IK och Strängnäs-Malmby OL.
I friidrott tävlade Jörgen Mårtensson för Enhörna IF. Han är (år 2015) med sin notering från 1994 på 1:06:38 på halvmaraton klubbens 20:e snabbaste genom tiderna; sex placeringar högre upp i listan återfinns Kjell-Erik Ståhl med en knapp minuten bättre bästatid.
1978 vann Jörgen Mårtensson SM för äldre juniorer med tio minuters marginal. Därefter lät dåvarande landslagskaptenen, Göran Öhlund, Jörgen möjlighet att löpa testloppen inför det årets VM i Norge, en tävling där han samma år debuterade i seniorlandslaget.
Från 1978 representerade Jörgen Mårtensson Sverige i 11 raka VM. Totalt nådde han tio VM-medaljer, varav guld 1991 och 1995.
De var dock först på 1990-talet han nådde sina största framgångar individuellt. Mårtenssons första individuella VM-medalj kom 1991 (guld i klassisk distans), och därefter tog han guld även 1995 (återigen på klassisk distans) samt ytterligare tre VM-slver. Åren 1981–87 tog han hem tre VM-silver och två VM-brons som del av det svenska stafettlaget.
På nordisk nivå blev Mårtensson nordisk mästare både 1982, 1988 och 1995, och han var länge dominant i Sverige med sammanlagt nio SM-guld. Som friidrottare erövrade han ett SM-guld, via sin placering som bästa svensk i 1993 års Stockholm Marathon som även utgör svenskt mästerskap sedan 1982.
Från 1996 och framåt har han framgångsrikt deltagit i flera veteran-VM där han blev guldmedaljör såväl vid de första mästerskapen i Spanien som vid de tävlingar som hölls i Göteborg, 27 juli och 1 augusti 2015, där han vann i såväl sprint som långdistans.
1999 gav han, tillsammans med Peter Pettersson Kymmer, ut självbiografin Mr Orientering.
Jörgen Mårtensson blev uppmärksammad för sin höga träningsdos och täta tävlande. Vid ett tillfälle deltog han i 30 tävlingar på tre månader. Hans kropp hade en hög syreupptagningsförmåga, och när Umeå universitet lät testa hans uthållighet hamnade resultatet utanför det mätbara. Enligt Mr. Orientering tränade Mårtensson länge 500–700 timmar per år, vilket kan jämföras med allmänna träningsrekommendationer för elitlöpare (skriften Elitlöparen – elitorientering ur idrottsmedicinskt perspektiv) om 240–720 timmar per år. Han tränade helst i obanad terräng.

## Familj
Jörgen Mårtensson är gift med Hege, och de båda har fyra barn tillsammans

## Utmärkelser
- 1988 - Årets orienterare
- 1991 - Årets orienterare
- 1995 - Årets orienterare
- 1997 - Årets orienterare